# Жах (фільм, 2025)
«Жах» (англ. The Dreadful) — майбутній готичний фільм жахів, режисера Наташі Кермані. Головні ролі у фільмі виконали Кіт Герінґтон, Софі Тернер, Марсія Ґей Гарден, Лоуренс О'Фуарейн та Джонатан Говард.

## Сюжет
Дія фільму відбувається у XV столітті під час Війни троянд. Енн та її свекруха Морвен живуть на задвірках суспільства, коли поява людини з їхнього минулого призведе до подій, які стануть поворотними у житті Енн.

## У ролях
- Кіт Герінґтон — Яго
- Софі Тернер — Енн
- Марсія Ґей Гарден — Морвен
- Лоуренс О'Фуарейн — Шеймус
- Джонатан Говард — брат Пенрос

## Виробництво
Фільм анонсований на лютий 2024 року, сценаристом та режисером стала Наташа Кермані. Софі Тернер отримала головну роль і стала одним із продюсерів фільму. Серед інших продюсерів фільму — Люк Деніелс із Redwire Pictures/Tunnel та Патрік Малдун і Патрік Гіблер із Storyboard Media. Грег Лаурітано виступає продюсером від компанії Black Magic. До акторського складу також увійшов Кіт Герінґтон. Марсія Ґей Гарден приєдналася до акторського складу в листопаді 2024 року, коли в Корнуоллі почалися основні зйомки. У січні 2025 року з'явилася інформація, що фільм знаходиться на стадії поствиробництва.
Права на прокат фільму належать компанії True Brit Entertainment.